# Зумакулов, Мустафа Башчиевич
Мустафа Башчиевич Зумакулов (карач.-балк. Зумакуланы Башчины жашы Мустафа; 1898, сел. Шканты, Терское казачье войско — 1968, СССР) — партийный деятель, активный участник становления Советской Власти на Северном Кавказе. Первый секретарь Эльбрусского РК ВКП(б) 1935 г. Репрессирован (1941). Реабилитирован (1955). По национальности балкарец.

## Биография
- в десять лет нанялся пастухом к князю Кучукову
- 1913 — принял в участие в крестьянском погроме имения Жанхотова, после чего скрывался от суда до 1917 года
- 1917 — начал работать в железнодорожной охране
- 1918 — записался добровольцем в Кабардино-Балкарский кавалерийский полк
- 1927 — окончил Коммунистический университет трудящихся Востока в Москве
- позже работал председателем Балкарского окружного суда и членом Кабардино-Балкарского областного суда
- 1935 — первый секретарь Эльбрусского РК ВКП(б)
- 7 апреля 1939 г. — арестован
- 27 сентября 1941 г. — приговорен постановлением Особого совещания при НКВД СССР 27 сентября 1941 г. Обвинение в участии в антисоветском право-троцкистском организации, ст.ст. 58-2, 58-7, 58-11 УК РСФСР. Приговор: к заключению в ИТЛ сроком на 8 лет. Реабилитирован 11 июня 1955 г. ВК ВС КБАССР по ст.4 п.5 УПК РСФСР.
- 8 марта 1944 — семья была депортирована вместе с балкарским народом в Среднюю Азию

## Награды
- Орден Красного Знамени

## Семья
- Зумакулова Танзиля Мустафаевна — дочь, поэтесса
- Зумакулов Борис Мустафаевич — сын, советский, российский партийный и государственный деятель.